# Canal vers Beverloo
Le  Canal vers Beverloo ou Canal vers Beverlo (en néerlandais Kanaal naar Beverlo) est une dérivation du Canal Bocholt-Herentals à hauteur de Lommel. La construction débuta en 1854 et se termina trois ans plus tard.
Le canal fut construit à la base pour des raisons militaires. Il fallait en effet faciliter le transport de marchandises vers la garnison de Bourg-Léopold. Ensuite, le canal fut très utile pour l’industrie métallurgique se trouvant à Lommel. Le canal ne possède pas d’écluse vu l’absence de relief de la région.
Il doit son nom à Beverloo.